# Turistické trasy pro vozíčkáře
Turistické trasy pro vozíčkáře, nazývané také turistické vozíčkářské trasy, jsou určené pro turistiku zdravotně handicapovaných osob - vozíčkáře.

## Česká republika
Po vzoru ostatních zemí, stezky/trasy pro vozíčkáře začaly „neorganizovaně“ vnikat v ČR již v 90. letech 20. století. V roce 2008, u příležitosti svých oslav 120. výročí vzniku Klubu českých turistů (KČT), založil KČT veřejnou sbírku na podporu turistiky zdravotně handicapovaných spoluobčanů. Ze získaných finančních prostředků se začaly stavět nové nebo nově značit bezbariérové turistické trasy pro vozíčkáře ve vhodných lokalitách.

### Obtížnost a přístupnost tras
Ve spolupráci KČT a Pražkou organizací vozíčkářů vznikla metodika a značení tras, které přijalo také Ministerstvo pro místní rozvoj České republiky. Turistické trasy pro vozíčkáře jsou dle obtížnosti zařazeny do 3 skupin a barevně rozlišeny:
| Barva značení | Obtížnost                | Určení                                                                        | Povrch | Šířka cesty                                                         | Celkové stoupání                                         | Příčný sklon |
| ------------- | ------------------------ | ----------------------------------------------------------------------------- | --- | ------------------------------------------------------------------- | -------------------------------------------------------- | ------------ |
| Modrá         | Přístupné trasy          | Méně zdatní vozíčkáři, vozíčkáři bez doprovodu, handbiky a elektrické vozíky. | Cesty s asfaltovým, betonovým nebo přírodním zpevněným povrchem, který se však ani při deštivém počasí nepodmočí a nerozbahní. | Minimálně 1,8m, krátké přímé průjezdy minimálně 1 m.                | ≤ 2%, nebo maximálně stoupání 8% při délce úseku do 9 m. | ≤ 2%         |
| Červená       | Částečně přístupné trasy | Zdatní vozíčkáři, vozíčkáři s doprovodem, handbiky a elektrické vozíky.       | Cesty s asfaltovým, betonovým nebo přírodním zpevněným povrchem, který se však ani při deštivém počasí nepodmočí a nerozbahní. | Minimálně 1,2m, krátké přímé průjezdy minimálně 0,9 m.              | ≤ 6%, nebo maximálně 12% při délce úseku do 9 m.         | ≤ 2%         |
| Černá         | Obtížně přístupné trasy  | Vozíčkáři s doprovodem a terenní elektrické vozíky.                           | Cesty mohou mít i přírodní povrch, který se může při deštivém počasí místy mírně podmočit nebo rozbahnit.                      | Minimálně 1 m, v zatáčkách 1,2 m, krátké přímé průjezdy min. 0,8 m. | ≤ 12%, nebo maximálně 20% při délce úseku do 9 m.        | ≤ 2%         |

Turistické trasy pro vozíčkáře jsou přístupné pouze v období bez sněhové a ledové pokrývky. Vozíčkářské trasy jsou obvykle vždy přístupné pro pěší, kočárky a cyklisty.

## Seznam vozíčkářských tras
Seznamy vozíčkářských tras jsou uvedeny zde.

## Galerie

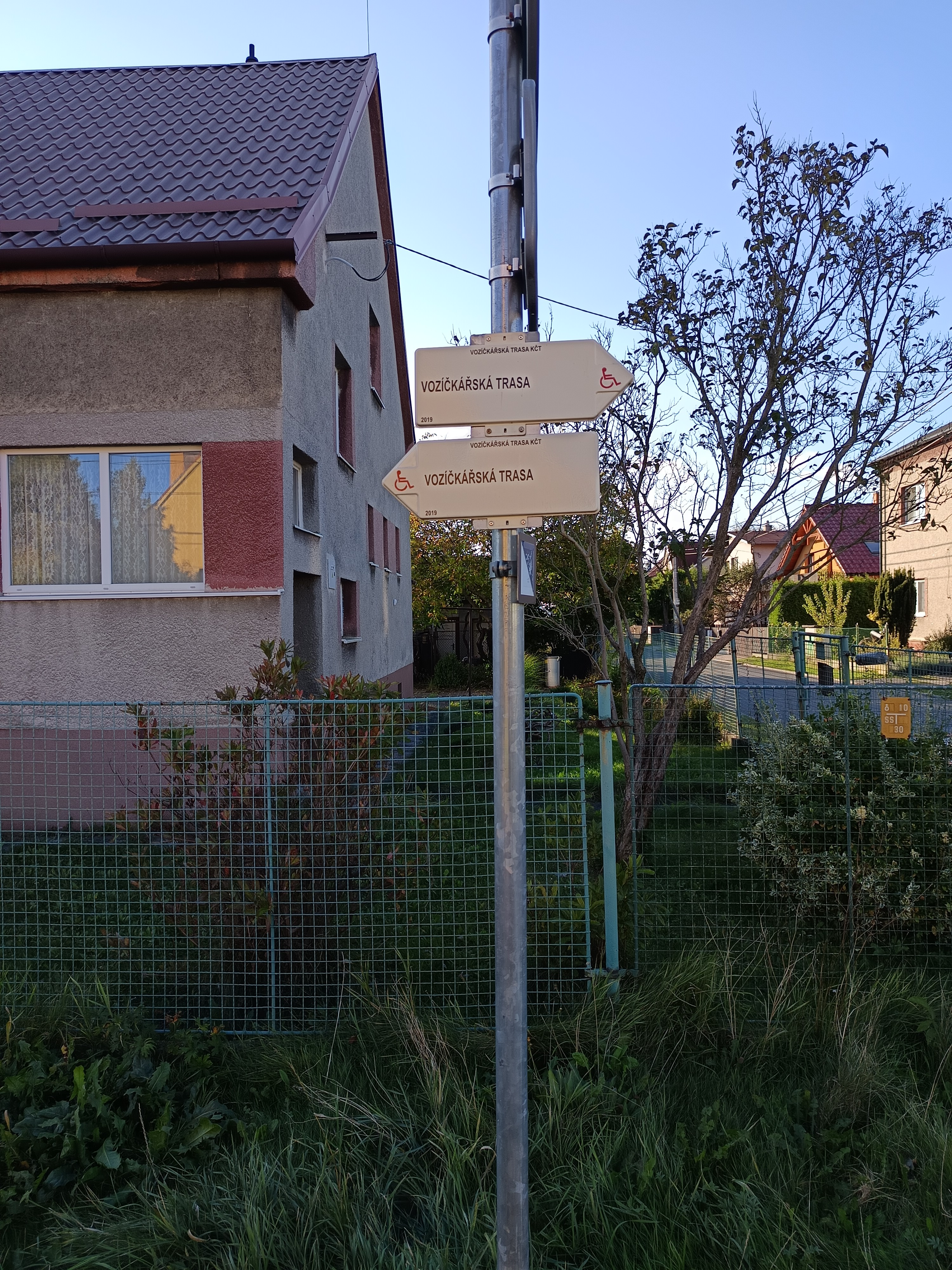
Vozíčkářské trasy ve Staré Bělé